# Komárno (okres Kroměříž)
Obec Komárno se nachází v okrese Kroměříž ve Zlínském kraji. Žije zde 266 obyvatel. Leží na rozhraní tří okresů – Přerov, Vsetín a Kroměříž.

## Název
Název Komárna je odvozován od „komárného“, tj. bažinatého, komáry zamořeného místa. Vesnice totiž vznikala na soutoku potoků Juhyně a Komárníku, a toto místo bylo před vysušením okolí silně podmáčené.

## Historie
Počátky Komárna jsou spojené s kolonizačnímí aktivitami biskupa Bruna ze Schauemburku, který kolem roku 1272 nechal na nedalekém kopci vystavět hrad Šaumburk. Hrad nebyl nikdy dokončen, ale kolem něj vzniklo panství s množstvím vesnic, z nichž některé později zanikly. K roku 1282 je za majitele Komárna uváděn Jan, syn šaumburského purkrabího. Tento údaj je však nejistý. Ve stejné době měl totiž získat některé vesnice kolem Šaumburku jistý Milata z Násilé a v roce 1302, kdy zemřel, je mezi jeho majetkem připomínáno také Komárno. 

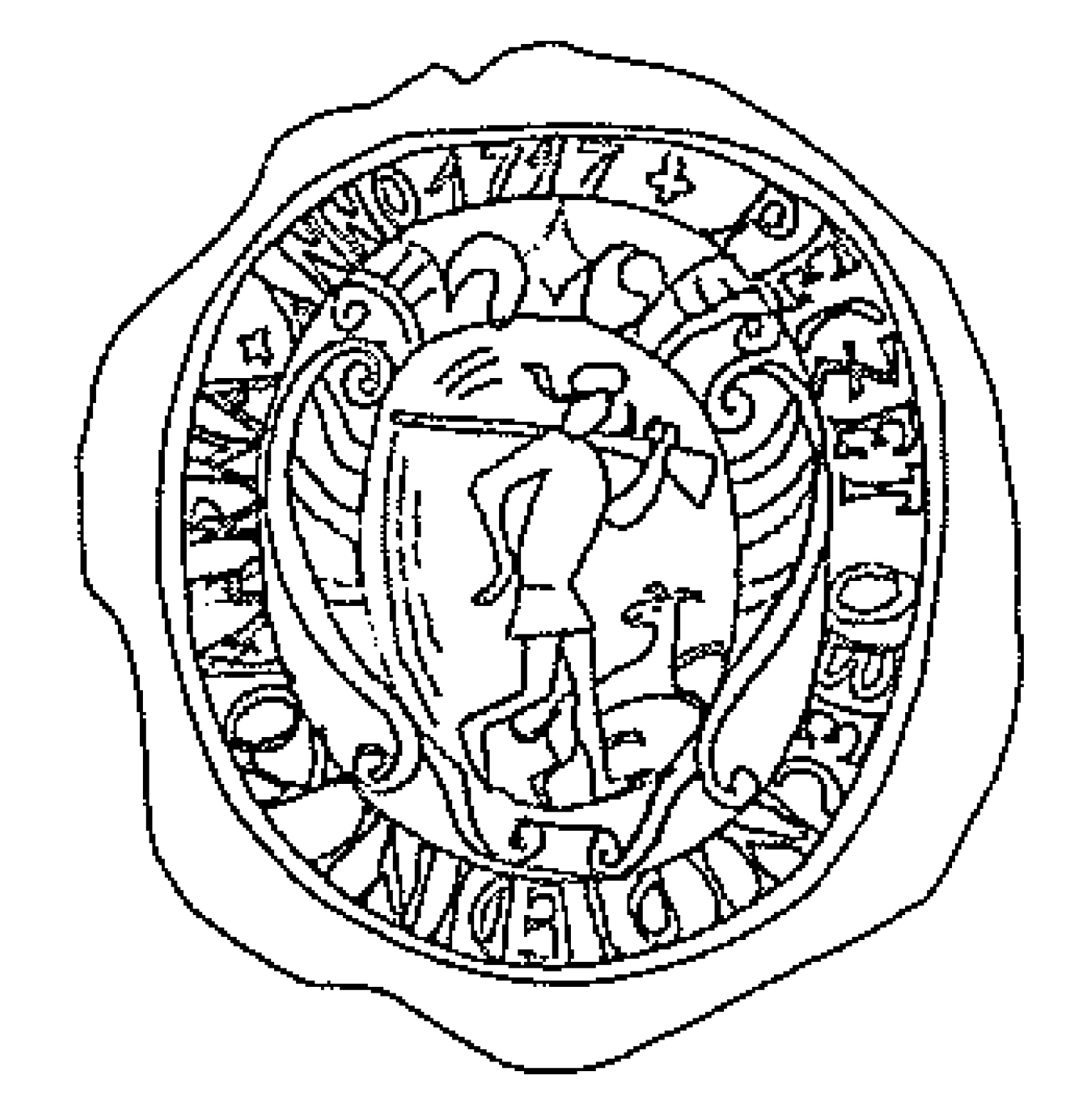
Nejstarší dochovaná pečeť obce z roku 1717

Komárno mělo od počátku podobu řadové vsi. Tato struktura je dodnes patrná v rozložení domů podél hlavní silnice. Vznikly zde také mlýny a pila – mlynářství bylo nejdůležitějším řemeslem ve vesnici a komárenský mlýn sloužil celému panství. Ve 14. století přibyla i dnes zaniklá tvrz jako sídlo majitelů Komárna. Až do 15. století Komárno často měnilo majitele a vývoj obce je téměř nemožné sledovat. V roce 1463 jej skoro na sto let získal rod Barských z Baště, po nich pak od roku 1532 vlastnili Komárno Kunčičtí z Kunčic, kteří patřili k nejbohatším rodům na Kelečsku. Posledním komárenským pánem byl Záviš Kunčický z Kunčic, který o většinu majetku přišel a roku 1589 musel prodat i tuto vesnici. Kupcem se měl stát Karel starší ze Žerotína, ale proti tomu zasáhl olomoucký biskup, který si nepřál, aby vesnici uprostřed biskupských pozemků získal luteránský šlechtic. Komárno se proto stalo přímým majetkem biskupa.

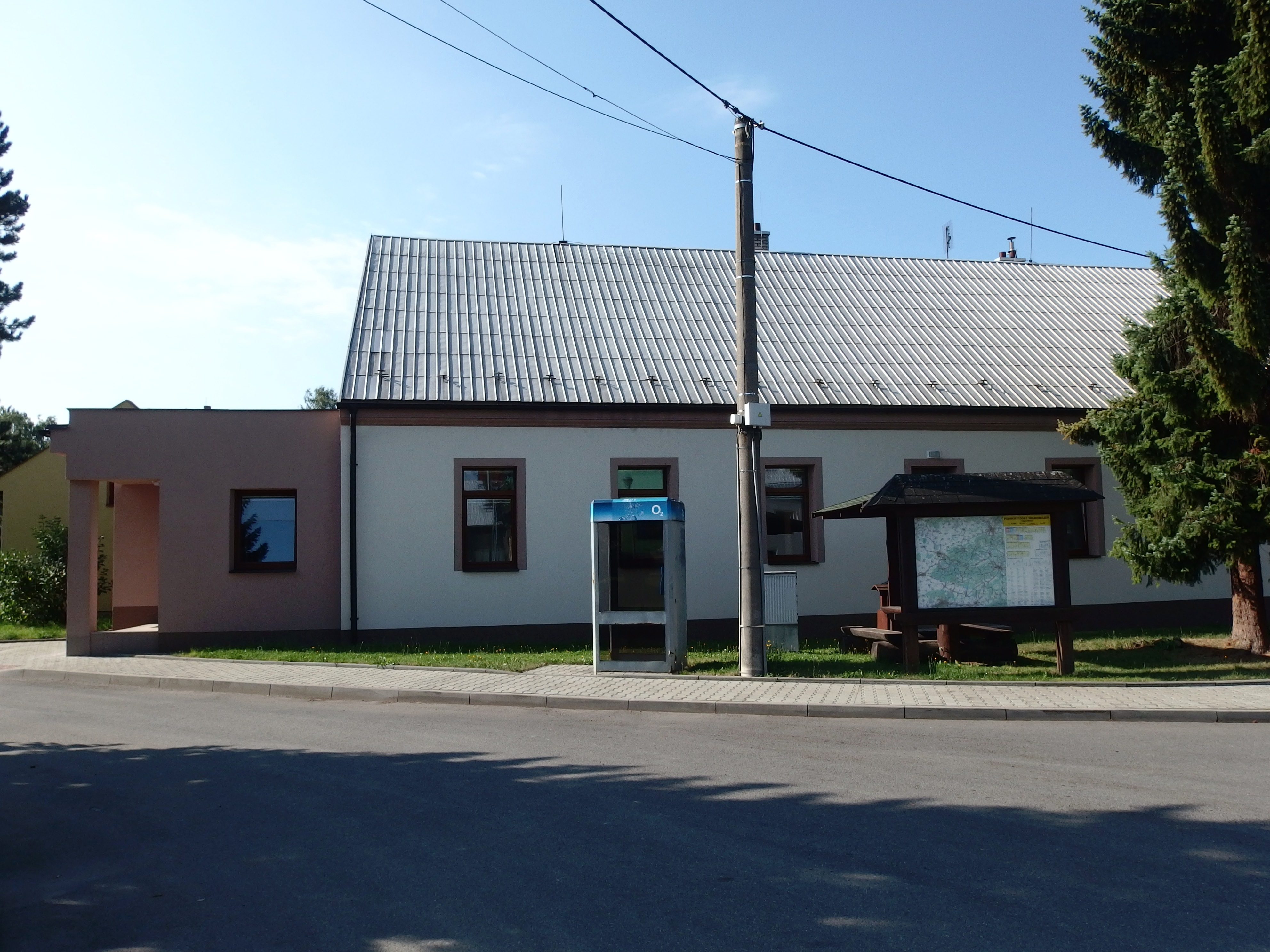
Budova bývalé školy

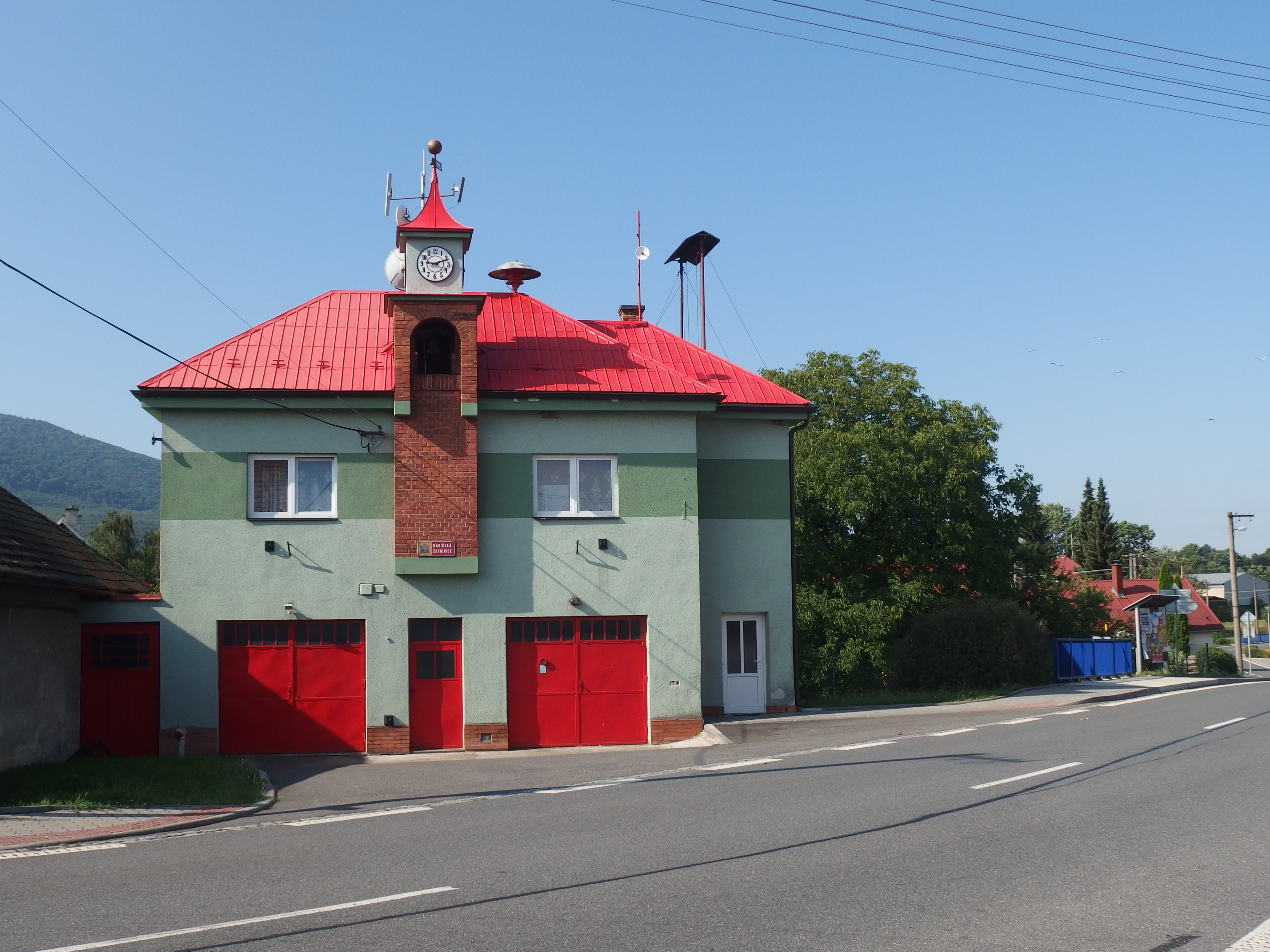
Hasičská zbrojnice

Pod biskupskou správou zažilo Komárno hospodářský rozmach, kolem vesnice vznikly rybníky, pivovar, panský velkostatek a snad i hutě. Během třicetileté války byla vesnice několikrát vydrancována valašskými vzbouřenci. V 18. století zdejší velkostatek upadal, až byl za tereziánských reforem úplně zrušen. Naopak se dařilo mlynářům, pivovaru i drobným rolníkům a rostl tak počet obyvatel. Není jisté, kdy zmizely komárenské rybníky, ale už ve druhé polovině 18. století zcela jistě neexistovaly, protože vesnice se začala rozšiřovat na dříve zatopené pozemky. V roce 1788 se také od Komárna na čas oddělila vesnice Flössdorf (česky Splavisko) na území dnes známých jako Džbel, Pod Džbelem a Zárybničí. Tato obec však během několika let opět zanikla.

### Devatenácté a dvacáté století
Hospodářský rozmach Komárna pokračoval i v 19. stol. Neustále přibývalo obyvatel, v roce 1827 vznikla v obci první škola, v roce 1872 pak z části upadajícího pivovaru vznikla nová školní budova. V roce 1880 vesnici zasáhly záplavy a těžce poničené zbytky pivovaru odkoupila firma Thonet a zřídila zde filiálku své továrny v Bystřici pod Hostýnem. Z tradičních řemesel tak v Komárně zůstalo jen mlynářství.
V první světové válce padlo patnáct mužů z Komárna, kteří dnes mají památník na kraji obce. Jinak však život ve vesnici pokračoval bez přerušení i po válce. Stálý přírůstek obyvatel a spory s obyvateli Všechovic si v roce 1928 vynutily zřízení vlastního hřbitova. V tomtéž roce byla v Komárně postavená i nová obecní budova, která dnes slouží jako hasičská zbrojnice. Poblíž hřbitova vznikla také funkcionalistická kaple vysvěcená v roce 1936. Plány připravil František Lydia Gahura už na začátku třicátých let jako dar Tomáše Bati tehdejšímu starostovi Komárna Janu Horákovi. V tomtéž roce proběhla i elektrifikace obce.
Druhá světová válka a německá okupace si v Komárně vyžádaly celkem tři známé oběti: Josef Hruška a Miloslav Hrstka byli umučeni gestapem, Bohumil Horák zahynul v Británii jako pilot RAF. Ke konci války sílila aktivita partyzánů a s tím i odvetné akce gestapa a protektorátního četnictva, Komárnu se však tyto zátahy vyhýbaly. Teprve od února 1945 se přímo v obci objevili vojáci. V Komárně se vystřídalo několik německých jednotek připravujících se na obranu před postupující Rudou armádou. Dne 5. května 1945 se však Němci z Komárna stáhli poté, co odstřelili most přes Juhyni. Následujícího dne do vesnice dorazili Sověti. Neklidná situace pokračovala i po válce, kdy v nedalekých Rajnochovicích operovala protikomunistická skupina Hory Hostýnské, k níž se přidali i tři muži z Komárna, kteří za diverzní akce a útoky na představitele KSČ skončili ve vězení.
Druhá polovina 20. století znamenala hospodářský propad Komárna. Pokusy o založení vlastního jednotného zemědělského družstva v letech 1949 a 1958 byly pro nezájem zemědělců neúspěšné, zanikl vepřín na kraji vesnice, byla zrušena filiálka Thonetovy továrny i komárenské mlýny a většina obyvatel tak musela za prací dojíždět do okolních obcí. S tím souvisí propad obyvatel, jejichž počet začal po druhé světové válce klesat. Postupně zanikla škola i mateřská školka. Budovu bývalého pivovaru obyvatelé svépomocí přestavěli na Kulturní dům, poblíž něj pak v sedmdesátých letech vyrostl obchod a nová hospoda.

## Obyvatelstvo

### Struktura
Vývoj počtu obyvatel za celou obec i za její části uvádí tabulka níže.

| Místní části   | Místní části | 1869 | 1880 | 1890 | 1900 | 1910 | 1921 | 1930 | 1950 | 1961 | 1970 | 1980 | 1991 | 2001 | 2011 | 2021 |
| -------------- | ------------ | ---- | ---- | ---- | ---- | ---- | ---- | ---- | ---- | ---- | ---- | ---- | ---- | ---- | ---- | ---- |
| Počet obyvatel | část Komárno | 426  | 430  | 448  | 436  | 464  | 462  | 496  | 431  | 440  | 424  | 378  | 332  | 325  | 309  | 270  |
| Počet domů     | část Komárno | 77   | 77   | 82   | 84   | 85   | 84   | 90   | 98   | 95   | 97   | 92   | 102  | 105  | 106  | 106  |

## Obecní správa

### Obecní symboly
Znak byl obci udělen rozhodnutím předsedy Poslanecké sněmovny Parlamentu České republiky dne 9. května 1995 a vlajka byla obci udělena rozhodnutím předsedy PSP ČR dne 27. června 2001.

## Pamětihodnosti
- Kaple svatého Cyrila a Metoděje

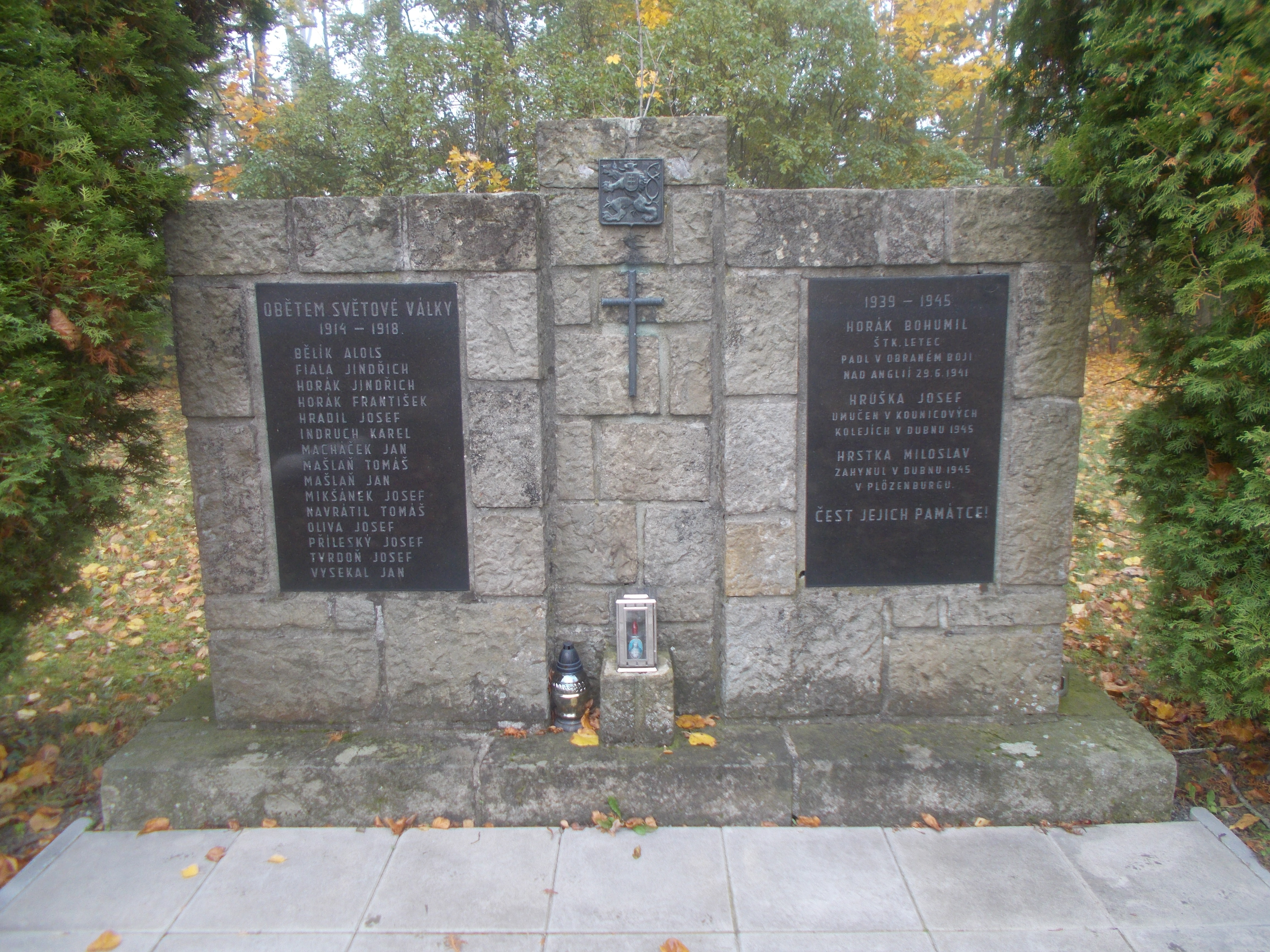
Pomník obětem první a druhé světové války

- Podél silnice od mostu směrem na Osíčko se nachází lipová alej zařazená na seznamu památných stromů.

## Rodáci
- Bohumil Horák (1909–1941), válečný letec[14][15]